# Les Bel Canto
 (décembre 2019).
Si vous disposez d'ouvrages ou d'articles de référence ou si vous connaissez des sites web de qualité traitant du thème abordé ici, merci de compléter l'article en donnant les références utiles à sa vérifiabilité et en les liant à la section « Notes et références ».
Les Bel Canto est un groupe yéyé québécois. Le groupe est créé dans la ville de Québec en 1962. D'abord simple orchestre avant de devenir un groupe vocal, les Bel Canto se font remarquer en 1965 avec la chanson Découragé, qui sera leur plus grand succès, ainsi que par leur reprise de la chanson Feuille de gui de Jean-Pierre Ferland.
Au cours de sa carrière, le groupe produit quatre albums et une vingtaine de quarante-cinq tours. En 1969, il reçoit le prix Méritas du meilleur groupe[réf. nécessaire]. Puis, il joue au pavillon du Canada à l'exposition d'Osaka en 1970[réf. souhaitée], avant de cesser ses activités en 1971.  

## Répertoire
Le répertoire du groupe comprend un certain nombre de versions françaises de succès anglophones comme J'en suis fou, traduction de Love Me Do des Beatles ou Les Filles d'Ève, adaptation de She's Not There des Zombies.  Il comprend aussi des reprises de chanteurs français (Madeleine de Jacques Brel, Et pourtant de Charles Aznavour) et québécois (Jack Monoloy de Gilles Vigneault, Tu pourras courir de Pierre Létourneau). Le groupe interprète aussi plusieurs chansons originales comme Quand reviendras-tu ?,  Une croix sur mon nom ou Bonsoir à demain.

## Membres
Le groupe est initialement constitué de Aurèle « Dany » Bolduc (guitare, chant), Claude Falardeau (chant, guitare, harmonica), René « d'Antoine » Letarte (basse, chant), Guy Bolduc (guitare, voix) et Marcel Lebel (batterie).
Bolduc, Lebel quittent le groupe en 1964, suivis par Falardeau en 1968. Toutefois, Pierre « Moustique » Paquet (batterie, chant) et André Fortin (chant, guitare)  rejoignent Les Bel Canto en 1964.